# 泉州信息工程学院
24°56′30″N 118°34′58″E / 24.941734°N 118.582824°E
泉州信息工程学院，简称泉信，是中华人民共和国的一所全日制本科民办普通高等学校，位于福建省泉州市丰泽区。前身是创建于2002年的泉州信息职业技术学院；2014年，升格为泉州信息工程学院。

## 学校领导[1]
| 现任领导 | 党委书记           | 刘地松                  |
| 现任领导 | 校长               | 黄克安                  |
| 现任领导 | 党委副书记         | 许旭明、黄世琴          |
| 现任领导 | 副校长             | 郭惠惠 、张舜德、聂利亚 |
| 历任领导 | 党委书记、校长     | 陈笃彬                  |
| 历任领导 | 常务副校长         | 林东                    |
| 历任领导 | 党委副书记、副校长 | 吴元凯                  |
| 历任领导 | 党委副书记         | 陈卫华                  |

## 院系设置
截至2025年7月，学校下设电子与通信工程学院、机械与电气工程学院、软件学院、创意设计学院、经济与管理学院、土木工程学院、国际教育学院、乌克兰艺术学院、马克思主义学院等9个二级学院及通识教育中心，开设本科专业33个。